# 볼프강 라츠
볼프강 라츠(Wolfgang Ratz, 1959년 1월 12일 ~ )는 스페인에서 출생한 오스트리아의 소설가 겸 라틴 팝 싱어송라이터이다.

## 생애
에스파냐(스페인) 바스크 지방 비스카야 주 빌바오에서 출생한 그는 일찍이 일가족과 함께 1962년 2월에 오스트리아 빈으로 이주하였는데 독일어, 프랑스어, 영어, 스페인어, 이탈리아어, 라틴어 등에 능숙했던 그는 1976년 3월, 오스트리아 빈에서 스페인어 번역문학가로 첫 입문하였고 1979년 3월, 오스트리아 수도 빈에서 시인으로 첫 등단하였으며 1982년 오스트리아에서 소설가로 등단하였고 1984년 가수로도 데뷔하였다.
스페인계 오스트리아인 출신 작가 겸 음악가인 그는 이처럼 오스트리아에서 소설가 겸 시인과 싱어송라이터로서 이름을 날렸다.